# ТЕС Бобов-Дол
ТЕС Бобов-Дол — теплова електростанція на південному заході Болгарії.
В 1973 – 1975 роках на майданчику станції стали до ладу три енергоблоки потужністю по 210 МВт. Їх обладнали котлами польської компанії Rafako продуктивністю 650 тон пари на годину та турбогенераторними комплектами радянського виробництва – турбінами Ленінградського металічного заводу і генераторами від Електросили.
ТЕС спорудили з розрахунку на використання місцевого ресурсу бурого вугілля. У певний момент на станції також почали спалювати сміття (Refuse-derived fuel, RDF), втім, у 2020-му цю практику довелось призупинити через виявлені екологічною інспекцією шкідливі викиди.
Для видалення продуктів згоряння спорудили димар заввишки 200 метрів.
Видача продукції відбувається по ЛЕП, розрахованим на роботу під напругою 220 кВ та 110 кВ.